# يهودا (منطقة)

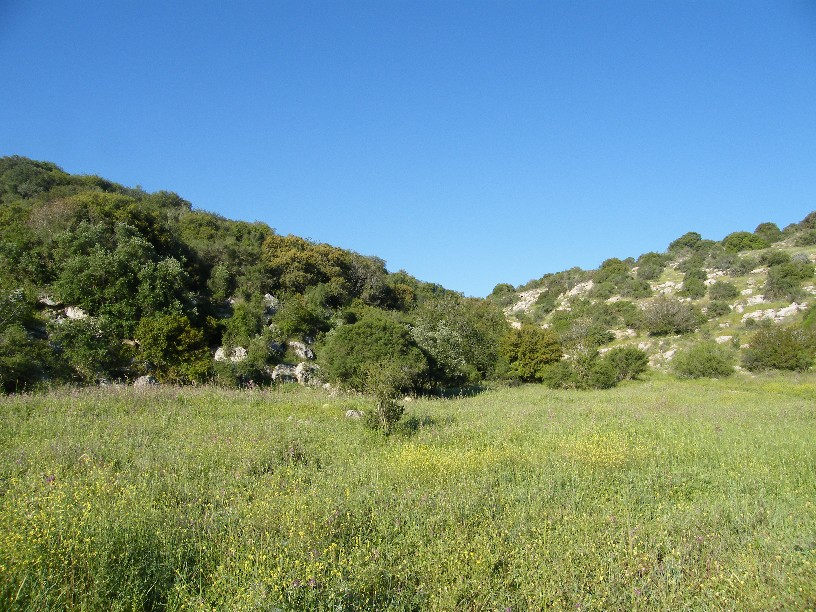
أشجار بطم وبلوط متوسط في وادي السنط

يهودا  (بالعبرية: יהודה) هو الاسم العبري التاريخي للمنطقة الجبلية في جنوب فلسطين، وهو الاسم المذكور في الكتاب المقدس والاسم الشائع لتلك المنطقة في العصر الروماني وفي العصر الحديث. يعود الاسم في أصله إلى يهوذا الابن الرابع للنبي يعقوب (إسرائيل) الذي كون أبناؤه سبط يهوذا وهو أحد أسباط بني إسرائيل الإثني عشر، ولاحقًا حكموا مملكة يهوذا التي استمرت بداية من عام 934 ق.م. حتى 586 ق.م. بحسب ما ذُكر في الموسوعة اليهودية (1906). عُرفت تلك المنطقة بأسماء عديدة على مر العصور المختلفة، إذ كانت تُعرف بيهود في فترة الغزو البابلي، وبيهود مديناتأ في العصر الهلنستي، وبيهودا الحشمونية في العصر الهلنستي، وبيهودا الرومانية في العصر الروماني.
عقب انتهاء ثورة بار كوخبا في عام 135 ق.م. تغير اسم المنطقة واتحدت مع سوريا الرومانية لتصبح جزءًا من مقاطعة سوريا فلسطين الرومانية بأمر من الإمبراطور الروماني المنتصر هادريان. وفي خلال الفترة 1948-1967 شملت منطقة الضفة الغربية جزءًا كبيرًا من يهودا (أي الضفة الغربية لنهر الأردن تحت الإدارة الاردنية). وفي القرن العشرين أعادت الحكومة الإسرائيلية إحياء مصطلح يهودا للإشارة إلى المنطقة الجغرافية التابعة للتقسيم الإداري «يهودا والسامرة»، وهو بدوره المصطلح الرسمي المُستخدم في إسرائيل للإشارة إلى منطقة الضفة الغربية.

## الجغرافيا
تتميز يهودا بكونها منطقة جبلية جزء منها عبارة عن أراضٍ صحراوية. تتفاوت ارتفاعات المنطقة بدرجة كبيرة، إذ تصل أعلى نقطة بها إلى ارتفاع 1,020م (3,346 قدم) فوق سطح البحر جنوبًا عند هار حفرون (جبل الخليل) الذي يبعد 30 كم (19 ميل) جنوب غرب القدس، بينما تقع أدنى نقطة بها شرقًا على ارتفاع 400م (1,312 قدم) تحت سطح البحر. وكذلك يتفاوت معدل هطول الأمطار بها، إذ يتراوح معدل الأمطار السنوية بين 400-500 مم (16-20 بوصة) في التلال الغربية، بينما قد تصل الأمطار إلى 600 مم (24 بوصة) في المنطقة المحيطة بالقدس الغربية (مركز يهودا)، بينما تنحسر الأمطار إلى 400 مم في القدس الشرقية، وتنخفض بالتدريج حتى تصل إلى 100 مم (3.9 بوصة) في المنطقة الشرقية بسبب ظاهرة صحراء الظل المطري، إذ تحتوي المنطقة الشرقية على برية الخليل (صحراء يهودا). وبالتبعية يتفاوت المناخ من مناخ متوسطي في الجزء الغربي إلى مناخ صحراوي في الجزء الشرقي تتوسطهما منطقة تتميز بمناخ شبه قاحل. وتحتوي يهودا على عدة مراكز حضرية كبرى مثل القدس، وبيت لحم، وجوش عتصيون، وأريحا، وحفرون (الخليل).
تنقسم يهودا جغرافيًا إلى عدة مناطق: تلال الخليل، وسرج القدس، وتلال بيت، وصحراء القدس الشرقية التي تنحدر أراضيها تدريجيًا حتى تصل إلى البحر الميت. تتميز تلك التلال بطياتها المحدبة. وفي العصور القديمة كانت تنمو عليها الغابات، وبحسب الكتاب المقدس كانت تلك الأراضي تستخدم في الزراعة ورعي الغنم. ولا يزال الرعاة يعتنون بالمواشي حتى الآن، وبحلول موسم صيف يسوقونها إلى قمم التلال المتدرجة عن طريق المصاطب الزراعية الحجرية التي يتجاوز عمرها قرونًا. وقد أدت ثورة اليهود على الرومان إلى خراب مساحات شاسعة من ريف يهودا.
يقع جبل حزور على الحدود الجغرافية التي تفصل بين السامرة شمالًا ويهودا جنوبًا.

## التاريخ

### العصر الحديدي
تحيط الشكوك بتاريخ يهودا المبكر، إذ تقول الرواية الإنجيلية إن مملكة يهوذا والمملكة الشمالية تخلفان مملكة إسرائيل الموحدة، ولكن المؤرخين المعاصرين يؤكدون على أن تاريخ مملكة إسرائيل غير دقيق. وعلى أي حال فقد استولت الإمبراطورية الآشورية على المملكة الشمالية عام 720 ق. م. ومنذ ذلك الحين ظلت مملكة يهودا مستقلة اسميًا لكنها كانت تدفع الضرائب للآشوريين بداية من عام 715 وحتى انتهاء القرن السابع ق. م.، ثم استعادت يهودا سيادتها نظرًا إلى اضمحلال الإمبراطورية الآشورية بداية من عام 640 ق. م. وفي عام 609 خضعت المملكة إلى الحكم الإمبراطوري من جديد؛ إذ كانت تدفع الضرائب للدولة المصرية حتى عام 601، ثم إلى الإمبراطورية البابلية الحديثة حتى عام 586 عندما نجحت بابل في احتلالها بالكامل.

### العصر الفارسي والهلنستي
انهزمت الإمبراطورية البابلية أمام بلاد فارس بقيادة كورش الكبير عام 539 ق.م. ظلت يهودا تحت الحكم الفارسي إلى أن نجح الإسكندر الأكبر في غزوها عام 332 لتصبح تحت حكم الإمبراطورية السلوقية الهلنستية إلى أن اندلعت ثورة يهوذا المكابي التي مهدت الطريق أمام السلالة الحشمونية الحاكمة التي حكمت البلاد لمدة تتجاوز القرن.

### الغزو الروماني
وقعت يهودا تحت حكم الرومان في القرن الأول قبل الميلاد. في البداية كانت يهودا مملكة مستقلة تدفع الضرائب للرومان، ثم أصبحت ولاية تابعة لهم. تدخلت الدولة الرومانية في شؤون يهودا بعد وفاة الملكة ألكساندرا سالومة ونشوب الحرب الأهلية التي دارت بين ولديها هركينوس الثاني وأرسطوبولس الثاني. تحالفت الدولة الرومانية مع المكابيين، وفي نهاية الحرب الميثراداتية الثالثة كلفت الدولة الرومانية القنصل الروماني بومبيوس ماغنوس (بومبيوس الكبير) بتوطيد الحكم الروماني في يهودا وفرض الحصار على أورشليم في عام 63. ثم نصّب بومبيوس هركينوس ملكًا ولكن الحكم السياسي انتقل إلى الأسرة الهيرودية التي حكمت البلاد عن طريق تعيين حكام تابعين للدولة الرومانية. وفي عام 6 ق. م. خضعت يهودا للحكم الروماني المباشر وأصبحت جزءًا من ولاية يهودا الرومانية، ورغم هذا احتفظ سكان الأقاليم اليهود ببعض الاستقلالية وكان لهم الحق في الحكم على المعتدين بقوانينهم الخاصة بما يتضمن حكم الإعدام حتى عام 28 بعد الميلاد. وانقسمت ولاية يهودا بدورها في أواخر العصر الهلنستي وبدايات العصر الروماني إلى خمسة مراكز إدارية: أورشليم، وجدارا، وأماثوس، وأريحا، وصفورية؛ وفي العصر الروماني المتأخر انقسمت إلى أحد عشر حيًا إداريًا: أورشليم، وجفنا، وعقربا، وتمنا، واللد، وأماوس، وبيلا، وإدوميا، وعين جدي، وهيروديون. وفي نهاية المطاف انتفض السكان اليهود وثاروا ضد الحكم الروماني في عام 66، ولكن تلك الثورة لم تنجح. وفي عام 70 حوصرت مدينة أورشليم وقُتل معظم سكانها أو اتخذهم الرومان عبيدًا.

### ثورة بار كوخبا
بعد انقضاء 70 عامًا على الأحداث السابقة ثار اليهود من جديد على الرومان بقيادة شمعون بار كوخبا، وبعدها نجح اليهود في تأسيس مملكة إسرائيل التي استمرت لمدة ثلاث سنوات قبل أن يغزوها الرومان من جديد رغم تكبدهم خسائر فادحة من حيث عدد الجنود والنفقات.
بعد هزيمة بار كوخبا (في عام 132 - 135 بعد الميلاد) عقد الإمبراطور هادريان العزم على محو الهوية الإسرائيلية اليهودية من الوجود، وأطلق على يهودا اسم سوريا فلسطين (إذ كان يُشار إليها قبل ذلك الوقت بولاية يهودا من قبل الرومان). وفي ذات الوقت عدل اسم أورشليم إلى إيليا كابيتولينا. قتل الرومان عددًا كبيرًا من اليهود واتخذوا منهم عبيدًا. ومنذ ذلك الحين هاجر عدد من اليهود إلى مناطق متفرقة في العالم، ولكن لم يتخلَّ اليهود عن أرضهم بالكامل. وفي خلال تلك الفترة شكل اليهود أقلية ذات شأن عظيم في يهودا.

### العصر البيزنطي
أعاد البيزنطيون رسم حدود منطقة فلسطين، وأعادوا تقسيم الولايات الرومانية المتعددة (سوريا فلسطين، والسامرة، والجليل، وبيرية) إلى ثلاث أبرشيات رئيسية، واستعان البيزنطيون بالأسماء المذكورة في كتابات المؤرخ هيرودوتس في منتصف القرن الخامس قبل الميلاد: فلسطين الأولى، والثانية، والثالثة، وجزء من الأبرشية المشرقية. تحتوي الأبرشية الأولى على يهودا والسامرة وباراليا وبيرية، وكان حاكمها يسكن في قيسارية ماريتيما. بينما تشمل الأبرشية الثانية  منطقة الجليل ووادي يزرعيل ومناطق أخرى شرق الجليل والجزء الغربي من حلف الديكابولس القديم، واستوطن حاكمها مدينة بيسان. وشملت الأبرشية الثالثة صحراء النقب وجنوب الأردن (التي كانت جزءًا من الجزيرة العربية في السابق) ومعظم سيناء، وكان حاكمها يمكث في البتراء عادةً. طبقًا للمؤرخ بين-ساسون فقد أمر الإمبراطور ديوكلتيانوس (284-305) بإعادة تقسيم فلسطين، ولكن بعض الفقهاء يرون أن إعادة التقسيم تمت لاحقًا في عام 390.

## خط زمني

خريطة توضح موقع المملكة الحشمونية بالنسبة للممالك والدول آنذاك

- القرن الحادي عشر ق. م. - 930 ق. م.: يهودا تحت حكم مملكة إسرائيل.
- من 930 إلى 586 ق. م.: مملكة يهودا.
- من 586 إلى 539 ق. م.: العصر البابلي.
- من 586 إلى 332 ق. م.: العصر الفارسي.
- من 332 إلى 305 ق. م.: حكم الإمبراطورية المقدونية تحت حكم الإسكندر الأكبر.
- من 305 إلى 198 ق. م.: حكم البطالمة.
- من 198 إلى 141 ق. م.: حكم الدولة السلوقية.
- من 141 إلى 37 ق. م.: تأسيس الدولة الحشمونية في إسرائيل.
- 63 ق. م.: احتلال بومبيوس للقدس.
- من 37 ق. م. إلى 132 م.: الأسرة الهيرودية التابعة للرومان
- 25 م.: أمر هيرود الأكبر ببناء قيسارية ماريتيما.
- 6 م.: اكتتاب كيرينيوس.
- 26م.: تعيين بيلاطس البنطي حاكمًا على ولاية يهودا في الفترة الزمنية التي صُلب فيها يسوع.
- من 66 إلى 73 م.: الحرب الرومانية اليهودية بما يتضمن حصار أورشليم في عام 70.
- من 115 إلى 117: حرب كيتوس.
- من 132إلى 135: ثورة بار كوخبا.
- 135 م.: تغيير اسم يهودا إلى سوريا فلسطين بأمر من الإمبراطور هادريان استنادًا على تسمية المؤرخ هيرودوتس.